# Otto Dibelius
Pour les articles homonymes, voir Dibelius.
 (août 2015).
Si vous disposez d'ouvrages ou d'articles de référence ou si vous connaissez des sites web de qualité traitant du thème abordé ici, merci de compléter l'article en donnant les références utiles à sa vérifiabilité et en les liant à la section « Notes et références ».
Otto Dibelius, né le 15 mai 1880 à Berlin et mort le 31 janvier 1967 dans la même ville, est un homme d'Église et opposant au nazisme et au communisme allemand.
Né en 1880, Dibelius étudie à l'université de Berlin de 1899 à 1903. Il est reçu docteur en philosophie en 1902. De 1904 à 1906, il entre au séminaire de Wittemberg. De 1906 à 1907, il est assistant de pasteur à Guben. Puis jusqu'en 1908, il est archidiacre à Crossen. À partir de 1910, il est de nouveau assistant de pasteur à l'église St Pierre et St Paul de Danzig pour devenir de 1911 à 1915 pasteur à Lauenburg en Poméranie. Ensuite, il reste pasteur de la congrégation d'Heilsbronnen à Berlin jusqu'en 1925.
À la fin de la Première Guerre mondiale, il est le secrétaire exécutif au sein d'un conseil relevant du Conseil ecclésiastique suprême de l'Église évangélique de l'Union vieille-prussienne. En 1921, il est membre du Conseil ecclésiastique suprême. De 1925 à 1933, il est intendant supérieur général de la Kurmark. De 1933 à 1945, il est relevé de ses fonctions et mis à la retraite. En 1945, il est nommé évêque de l'Église évangélique Berlin-Brandebourg, un nouvel établissement public du culte évangélique uni partagé de l'Église unie vieille prussienne. Il meurt en 1967.
Otto Dibelius est le cousin germain du théologien Martin Dibelius.